# Хідновицька сільська рада
| Хідновицька сільська рада — колишній орган місцевого самоврядування у Мостиському районі Львівської області з адміністративним центром у с. Хідновичі. Історична дата утворення: в 1993 році. Водоймища на території, підпорядкованій даній раді: річка Бухта. Сільській раді підпорядковані населені пункти: - с. Хідновичі - с. Боратичі - с. Тишковичі |

## Склад ради
Рада складається з 16 депутатів та голови.

### Керівний склад ради
| ПІБ                     | Основні відомості                                                                              | Дата обрання | Дата звільнення |
| ----------------------- | ---------------------------------------------------------------------------------------------- | ------------ | --------------- |
| Михасяк Ольга Романівна | Сільський голова, 1961 року народження, освіта, Партія промисловців і підприємців України      | 26.03.2006   | 31.10.2010      |
| Михасяк Ольга Романівна | Сільський голова, 1961 року народження, освіта вища, член Всеукраїнського об'єднання «Свобода» | 31.10.2010   |                 |

Примітка: таблиця складена за даними джерела